# Internationale Filmfestspiele Berlin 2003
Die 53. Internationalen Filmfestspiele Berlin 2003 fanden vom 6. Februar bis zum 16. Februar 2003 statt.
Das Festival wurde glamourös mit dem Musical Chicago eröffnet. Der Film lief im Wettbewerb jedoch außer Konkurrenz. Erstmals förderte die Berlinale den internationalen Filmnachwuchs. Der neu eingerichtete Berlinale Talent Campus wurde in den nächsten Jahren zur festen Institution. Es fanden hier Podiumsdiskussionen und Workshops statt. Campustalente stellten schon in den nächsten Jahren ihre Filme im offiziellen Programm der Berlinale vor.

## Sektion Wettbewerb
Im Programm des offiziellen Wettbewerbs stellten sich folgende Filme dem Urteil der internationalen Jury:
| Filmtitel                                       | Regisseur             | Produktionsland                  | Darsteller (Auswahl)                               |
| ----------------------------------------------- | --------------------- | -------------------------------- | -------------------------------------------------- |
| Adaption – Der Orchideen-Dieb                   | Spike Jonze           | USA                              | Nicolas Cage, Meryl Streep, Chris Cooper           |
| Alexandra’s Project                             | Rolf de Heer          | Australien                       | Gary Sweet, Helen Buday                            |
| Der alte Affe Angst                             | Oskar Roehler         | Deutschland                      | André Hennicke, Marie Bäumer, Vadim Glowna         |
| Blinder Schacht                                 | Li Yang               | VR China, Deutschland, Hongkong  |                                                    |
| Die Blume des Bösen                             | Claude Chabrol        | Frankreich                       | Benoît Magimel, Nathalie Baye                      |
| Ersatzteile                                     | Damjan Kozole         | Slowenien                        |                                                    |
| 25 Stunden                                      | Spike Lee             | USA                              | Edward Norton, Philip Seymour Hoffman              |
| Geständnisse – Confessions of a Dangerous Mind  | George Clooney        | USA, Kanada, Deutschland         | Sam Rockwell, Drew Barrymore, George Clooney       |
| Good Bye, Lenin!                                | Wolfgang Becker       | Deutschland                      | Daniel Brühl, Katrin Sass, Maria Simon             |
| Hero                                            | Zhang Yimou           | VR China, Hongkong               | Jet Li, Maggie Cheung, Zhang Ziyi                  |
| The Hours – Von Ewigkeit zu Ewigkeit            | Stephen Daldry        | USA, Großbritannien              | Nicole Kidman, Julianne Moore, Meryl Streep        |
| Ich habe keine Angst                            | Gabriele Salvatores   | Italien, Spanien, Großbritannien | Aitana Sánchez-Gijón                               |
| In This World                                   | Michael Winterbottom  | Großbritannien                   |                                                    |
| Ja Schwester, nein Schwester                    | Pieter Kramer         | Niederlande                      |                                                    |
| Kleine Wunden                                   | Pascal Bonitzer       | Frankreich, Großbritannien       | Daniel Auteuil, Kristin Scott Thomas               |
| Das Leben des David Gale                        | Alan Parker           | USA, Deutschland                 | Kevin Spacey, Kate Winslet                         |
| Lichter                                         | Hans-Christian Schmid | Deutschland                      | August Diehl, Devid Striesow, Zbigniew Zamachowski |
| Mein Leben ohne mich                            | Isabel Coixet         | Spanien, Kanada                  | Sarah Polley, Amanda Plummer, Deborah Harry        |
| Samurai der Dämmerung                           | Yōji Yamada           | Japan                            | Hiroyuki Sanada                                    |
| Sein Bruder                                     | Patrice Chéreau       | Frankreich                       | Bruno Todeschini, Éric Caravaca                    |
| Solaris                                         | Steven Soderbergh     | USA                              | George Clooney, Natascha McElhone, Ulrich Tukur    |
| Das ungewöhnliche Schicksal der Madame Brouette | Moussa Sene Absa      | Kanada, Senegal, Frankreich      |                                                    |

### Internationale Jury

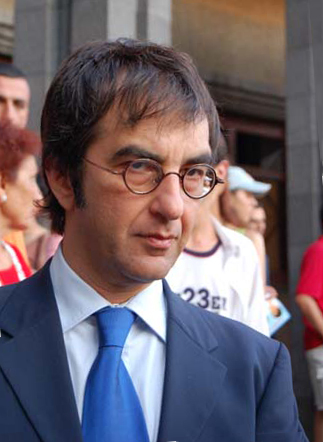
Jurypräsident Atom Egoyan

Jurypräsident dieser Berlinale war der kanadische Regisseur Atom Egoyan. Unter seine Führung wählten folgende Jurymitglieder die Preisträger aus: Humbert Balsan (Frankreich), Kathryn Bigelow (USA), Anna Galiena (Italien), Martina Gedeck (Deutschland), Geoffrey Gilmore (USA), Abderrahmane Sissako (Mauretanien).

### Preisträger
- Goldener Bär für den Film In This World von Michael Winterbottom
- Silberne Bären in folgenden Kategorien:
  - Großer Preis der Jury: Spike Jonze für den Film Adaption – Der Orchideendieb
  - Beste Regie: Patrice Chéreau für Sein Bruder
  - Beste Schauspielerin: an die drei Hauptdarstellerin des Films The Hours – Von Ewigkeit zu Ewigkeit, Nicole Kidman, Julianne Moore und Meryl Streep
  - Bester Schauspieler: Sam Rockwell in Geständnisse – Confessions of a Dangerous Mind
  - Für eine herausragende künstlerische Leistung: Li Yang als Drehbuchautor und Regisseur des Films Blinder Schacht
  - Beste Filmmusik: Majoly, Serge Fiori und Mamadou Diabaté für den senegalesischen Film Das ungewöhnliche Schicksal der Madame Brouette

Weitere Preise:
- Den Blauen Engel für den besten europäischen Film im Wettbewerb erhielt Wolfgang Becker für Good Bye, Lenin!
- Den Alfred-Bauer-Preis in Erinnerung an den Gründer des Festivals erhielt Zhang Yimou für die Regie von Hero.
- FIPRESCI (Fédération Internationale de la Presse Cinématographique) – den unabhängigen Filmpreis der internationalen Filmkritiker- und Filmjournalisten-Vereinigung für den besten Film im Wettbewerb erhielt Lichter.

## Sektion Panorama
Folgende herausragende Filme wurden im Programm der Sektion Panorama 2003 gezeigt:
- Devot – Regie: Igor Zaritzk
- Broken Wings – Regie: Nir Bergman – erhielt den Preis der Ökumenischen Jury und den Preis des Verbandes der internationalen Filmkunsttheater sowie den Publikumspreis
- Yossi & Jagger – Regie: Eytan Fox
- Flower & Garnett – Regie: Keith Behrman
- Ein Kind von Traurigkeit – Regie: Gillies MacKinnon
- Owning Mahowny – Regie: Richard Kwietniowski (mit Philip Seymour Hoffman in der Hauptrolle)
- Wolfsburg – Regie: Christian Petzold erhielt den FIPRESCI-Preis
- Tausend Wolken des Friedens belagern den Himmel, Liebe, du wirst nie aufhören, Liebe zu sein – Regie: Julián Hernández – erhielt den „Teddy Award“.

## Sektion Perspektive Deutsches Kino
Elf Filme wurden in dieser Sektion präsentiert. Darunter Spiel- und Dokumentarfilme:
- Sie haben Knut – Regie: Stefan Krohmer
- Wir – Regie: Martin Gypkens
- Bernau liegt am Meer – Regie: Martina Döcker
- Grüsse aus Dachau – Regie: Bernd Fischer
- Science Fiction – Regie: Franz Müller
- Narren – Regie: Tom Schreiber
- Kiki & Tiger – Regie: Alain Gsponer
- Unternehmen Paradies – Regie: Volker Sattel
- Let It Rock! – Regie: Igor Paasch
- Befreite Zone – Regie: Norbert Baumgarten
- Hình bóng – Regie: Robin von Hardenberg
- Eierdiebe – Regie: Robert Schwentke
- Mein erstes Wunder – Regie: Anne Wild

## Goldener Ehrenbär
Den Goldenen Ehrenbär für sein Lebenswerk erhielt die französische Schauspielerin Anouk Aimée.

## Kinderfilmfest
Auf dem Kinderfilmfest wurden folgende Filme ausgezeichnet:
- Gläserner Bär – verliehen durch die Kinderjury: Elina – Regie: Klaus Härö

## Retrospektive
Die diesjährige Retrospektive wurde dem Werk von Friedrich Wilhelm Murnau gewidmet.